# Summer Lovers
Summer Lovers ist ein US-amerikanischer Spielfilm von Randal Kleiser aus dem Jahr 1982. In den Hauptrollen spielen Peter Gallagher, Daryl Hannah und Valérie Quennessen drei junge Menschen, die während eines Aufenthaltes in Griechenland eine Dreiecksbeziehung eingehen.

## Handlung
Michael und Cathy sind ein junges Paar aus Connecticut, das soeben das College abgeschlossen hat. Beide kommen aus sehr gutem Hause, kennen sich seit zehn Jahren und sind etwa seit der Hälfte dieser Zeit zusammen. Nun machen sie den gesamten Sommer einen Urlaub auf der griechischen Insel Santorin und wollen die Zeit genießen, bevor der Ernst des Lebens sie endgültig einholen wird. Junge Leute aus vielen Ländern halten sich an den Stränden auf, die Atmosphäre ist leicht und locker. Etwas müssen sich Michael und Cathy an die sexuelle Freizügigkeit und die Nacktheit vieler Badender gewöhnen, doch schließlich fühlen sie sich wohl.
Ihre Beziehung wird auf den Prüfstand gestellt, als Michael die junge französische Archäologin Lina trifft und sofort von ihr fasziniert ist. Die beiden beginnen eine Affäre. Cathy merkt sofort, dass etwas nicht stimmt, und Michael gibt unumwunden zu, eine Affäre zu haben, aber dass er zugleich Cathy immer noch liebe. Die beiden vereinbaren, dass auch Cathy mit anderen Männern schlafen kann. Sie sucht eine Bar auf, in der sie ein junger Grieche zu verführen sucht, sie fühlt sich aber unwohl und lässt ihn stehen. Mit zunehmender Eifersucht beobachtet sie die Affäre zwischen Michael und Lina. Als Cathy und Lina miteinander ins Gespräch kommen, finden sie sich sofort sympathisch und unterhalten sich über Archäologie und die Fotografie, Linas Hobby. Michael ist von dieser Freundschaft etwas irritiert. Nach und nach gewöhnen sich die drei an die gegenseitige Präsenz, obwohl gelegentliche Missstimmungen immer noch zu spüren sind.
Nach einem sehr intensiven Abend initiiert Lina schließlich, dass die drei zusammen schlafen. Lina zieht in die Ferienwohnung der beiden ein und die beiden Frauen bringen Michael dazu, vermehrt die Hausarbeit zu übernehmen. Die drei scheinen sich komplett ineinander verliebt zu haben. Gerade als alles perfekt erscheint, kommen Cathys Mutter Jean und deren Freundin Barbara auf einem Kurztrip vorbei. Die beiden Frauen merken, dass irgendetwas Sexuelles und für sie Seltsames zwischen den drei jungen Menschen stattfindet, und so wird der Besuch zu einem eher unangenehmen Einbruch der Realität.
Lina, die seit ihrem 15. Lebensjahr stets ein unabhängiges Leben geführt hat, findet sich plötzlich in einer intensiven Beziehung mit sehr ungewisser Zukunft wieder. Sie fürchtet das Ende des Sommers und die Abreise der Amerikaner, die selbst nicht genau wissen, wie es in ihrer Beziehung mit Lina weitergehen soll. Lina taucht schließlich unter und ist für Michael und Cathy trotz tagelanger Suche nicht mehr auffindbar. Sie verbringt ihre Zeit mit dem jungen Niederländer Jan, muss aber immer noch an die beiden Amerikaner denken. Michael und Cathy können ihren Urlaub ohne Lina nicht mehr richtig genießen und beschließen daher ihre um drei Wochen vorgezogene Abreise. Lina entscheidet sich schließlich für eine Fortsetzung der Beziehung und kann die beiden auf ihrem Weg zum Flugzeug einholen.

## Hintergrund
Regisseur Randal Kleiser hatte in den Jahren mit den Filmen Grease (1978) und Die blaue Lagune (1980) Erfolge gefeiert und schrieb für Summer Lovers auch erstmals das Drehbuch. Kleiser war von europäischen Filmen (etwa von François Truffaut und Éric Rohmer) inspiriert, die Dreiecksbeziehungen zeigten, wollte dieses Thema aber im Stil für ein breiteres amerikanisches Publikum erschließbar machen. Er hatte aber zunächst Probleme bei der Finanzierung des Filmes, offenbar da viele Produzenten die bisexuellen Konnotationen des Stoffes fürchteten – obwohl im Film nie direkt gezeigt wird, dass die Beziehung von Lina und Cathy mehr als platonisch wird.

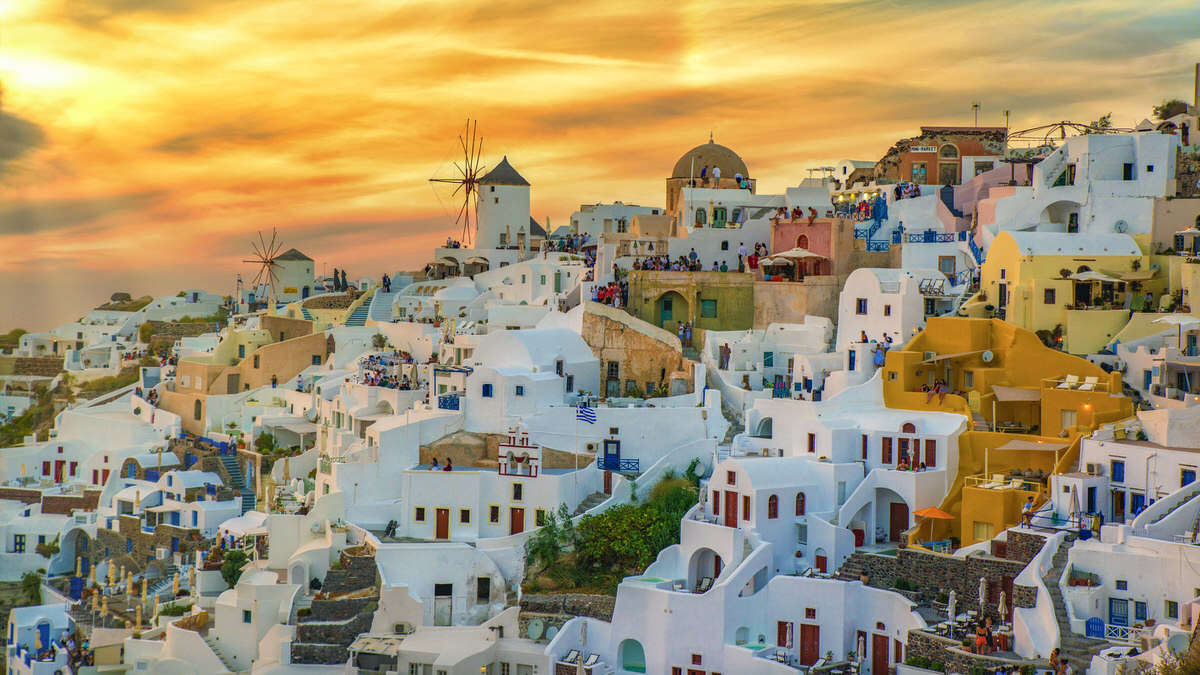
Oia war der Haupt-Drehort

Summer Lovers wurde zu größeren Teilen vor Ort in Griechenland gedreht. In dem Dorf Ia auf Santorini stehen die weißen Steinhäuser, zwischen denen ein großer Teil des Filmes spielt. Das Haus, in dem die beiden Hauptfiguren wohnen, existiert heute als Antiquitätenladen. Santorin ist aufgrund der untergangenen Stadt Akrotiri tatsächlich ein besonderer Ort für archäologische Ausgrabungen. Valerie Quennessen unternahm als Vorbereitung auf ihre Rolle als Archäologin mehrere archäologische Tauchgänge und fand dabei tatsächlich 3500 Jahre alte Keramiken. Es war Quennessens letzter Film, da sie sich kurz darauf für ihr Familienleben aus dem Filmgeschäft zurückzog und 1989 bei einem Autounfall starb. Ähnlich tragisch starb der niederländische Schauspieler Hans van Tongeren bereits im Sommer 1982 durch Suizid. Van Tongeren bekam seine Rolle als Jan zufällig, nachdem er sich als Tourist vor Ort aufgehalten und Daryl Hannah ihn als den Hauptdarsteller von Paul Verhoevens Film Spetters (1980) erkannt hatte.
Für den Soundtrack setzten Kleiser und der Filmkomponist Basil Poledouris vor allem auf damals aktuelle Popmusik. Kleiser hörte die Chartmusik aus vielen Ländern an, um einen Eindruck zu bekommen, was junge Urlauber hören würden. Enthalten sind unter anderem I’m So Excited von den Pointer Sisters, Just Can’t Get Enough von Depeche Mode, Hard to Say I’m Sorry sowie Get Away von Chicago, Robert Palmers Johnny and Mary in der Coverversion von Tina Turner, Do What Ya Wanna Do von Nona Hendryx, Play to Win von Heaven 17, Take Me Down to the Ocean von Elton John, sowie Sexy Dancer und Sexuality von Prince. Das Titellied zum Film, ebenfalls Summer Lovers genannt, wurde von Michael Sembello gesungen.
Laut Regisseur Kleiser war der Film kommerziell mäßig erfolgreich. In Deutschland lief der Film im Gegensatz zu den meisten europäischen Ländern nie in den Kinos an, sondern kam erst 1994 erstmals im Fernsehen. Auch bei seinen deutschen Fernsehausstrahlungen lief der Film unter dem Titel Summer Lovers.

## Kritiken
Summer Lovers wurde bei Kritikern überwiegend ablehnend aufgenommen. Janet Maslin schrieb in der New York Times, Summer Lovers sei „eines der besten Argumente gegen Tourismus, das je auf die Kinoleinwand gebracht wurde“. Die Charaktere würden „auf idiotische Weise unschuldig“ und ihre Dreiecksbeziehung „nie überzeugend“ wirken, unter den Schauspielern könne nur Valérie Quennessen in einer undankbaren Rolle Interesse wecken. Regisseur Kleiser wollte in Nachfolge seines Erfolgsfilmes Die blaue Lagune wohl noch mehr Nacktheit ausstellen, vermutet Maslin, zeige dabei aber auf heuchlerische Weise nur wenig Sex.
Roger Ebert gab dem Film zwei von vier Sternen und befand, er sei „irgendwie spaßig, auf eine alberne Art“. Die drei Hauptdarsteller seien „attraktiv und engagiert genug“, das Interesse des Zuschauers im Angesicht des seichten Materials zu halten. Ebert kritisierte die schwammige Vision des Regisseurs Kleiser, der offenbar substanzielle Einsichten über seine Figuren liefern wollte, aber nicht richtig dazu kam: „Sein Problem ist, dass seine Einsichten den Sex unterbrechen, und der Sex die Einsichten unterbricht. Das Resultat ist ein Film, der weder als halberotische Romanze richtig funktioniert noch als Charakterstudie zusammenkommt.“
Der amerikanische Kultregisseur John Waters nannte Summer Lovers 1983 im Gespräch mit David Letterman als Beispiel für „schlechten Geschmack“, doch habe er den Film trotzdem „geliebt“, denn er handele darüber, „jung, reich, dumm und nackt“ zu sein. In Deutschland war der Filmdienst kritisch eingestellt: „Mit ‚Stranderotik‘ garnierte müde Urlaubsromanze, die die dargestellte ménage-à-trois weder intellektuell noch emotional nachvollziehbar macht.“
In jüngerer Vergangenheit fielen die wenigen Kritiken etwas freundlicher aus. Der US-amerikanische Filmkritiker Jim Hemphill lobte 2015 die „entspannte, aber präzise Regie“ und die Kameraarbeit, die gebräunte Haut mit den vorherrschenden Farben Blau und Weiß verbinde. Die romantischen Abenteuer der Figuren seien „unglaublich erotisch, ohne jemals schmutzig oder schmierig zu wirken. Tatsächlich ist einer der attraktivsten Aspekte an Summer Lovers die Unschuld, die sowohl die Protagonisten als auch der Film an sich ausströmen – entstanden zwischen der sexuellen Revolution und Aids besitzt der Film eine wehmütige, leichtherzige Qualität, die ein paar Jahre früher oder später undenkbar gewesen wäre.“ Regisseur Kleiser äußerte gegenüber Hemphill, dass sein Film heute als ultimate '80 guilty pleasure movie („der ultimative Sündhaftes-Vergnügen-Film der 80er“) gelte. Sean Axmaker sprach dem Film 2017 einen „erwachsenen Blick auf Liebe, Sex und moderne Romantik“ zu und lobte, dass Kleisers auch visuell ansehnlicher Film nie in einen konventionellen Moralismus verfalle.